# Atsuhito Kitani
Atsuhito Kitani (jap. 気谷 篤人, Kitani Atsuhito; * 19. Juli 1967) ist ein japanischer Badmintonspieler.

## Karriere
Atsuhito Kitani wurde 1989 japanischer Studentenmeister, wobei er im Herrendoppel mit Akihiko Yamamoto erfolgreich war. 1995 siegte er bei den alljapanische Titelkämpfen im Mixed mit Shinobu Sasaki. Des Weiteren startete Kitani bei den Japan Open 1990, 1993, 1994, 1995 und 1997 sowie bei den Chinese Taipei Open und den Korea Open 1995.

## Sportliche Erfolge
| Saison | Veranstaltung                   | Disziplin    | Platz | Name                               |
| ------ | ------------------------------- | ------------ | ----- | ---------------------------------- |
| 1989   | Japan: Studentenmeisterschaften | Herrendoppel | 1     | Atsuhito Kitani / Akihiko Yamamoto |
| 1995   | Japan: Einzelmeisterschaften    | Mixed        | 1     | Atsuhito Kitani / Shinobu Sasaki   |
| 1996   | Japan: Einzelmeisterschaften    | Mixed        | 3     | Atsuhito Kitani / Shinobu Sasaki   |